# بندقية كرات الطلاء

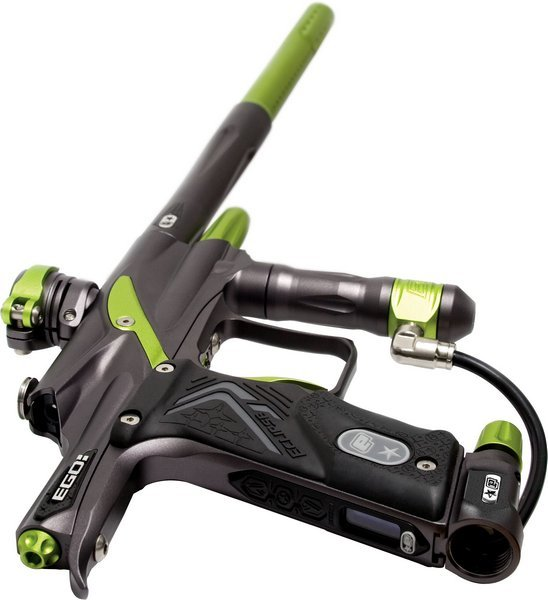
بندقية كرات الطلاء

بندقية كرات الطلاء، هي أداة رئيسية من أدوات رياضة كرة الطلاء. حيث تستخدم البندقية الغازات مثل ثاني أكسيد الكربون أو الهواء المضغوط في إطلاق كرات الطلاء، بدفعها خلال ماسورة البندقية. بعض اللاعبين يشيرون إلى الأداة بكلمة «ماركر» بدلا من «بندقية» حيث أنه مصطلح مشتق من الاستخدام الأصلي للأداة كوسيلة للأفراد أصحاب المزارع وموظفو الغابات لإعطاء علامات للأشجار والماشية الضالة.